# Sint-Laurentiuskerk (Kozen)

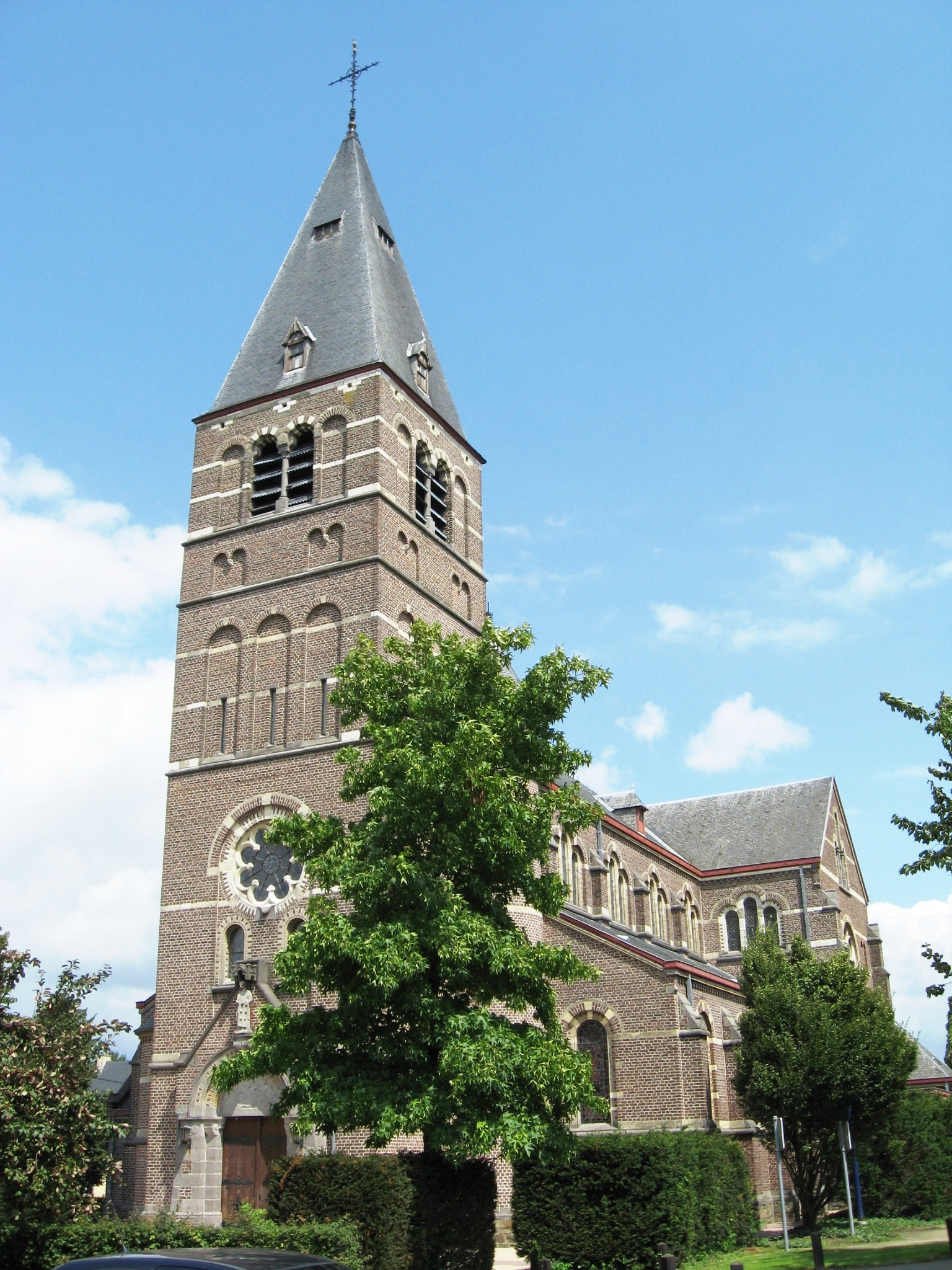
Sint-Laurentiuskerk

De Sint-Laurentiuskerk is de parochiekerk van Kozen, gelegen aan de Opcosenstraat 1 aldaar.

## Geschiedenis
Reeds in 1230 was er sprake van een parochiekerk, waarvan het patronaatsrecht toen geschonken werd aan de Abdij van Averbode. De oude kerk raakte vervallen en werd in 1763 afgebroken. In 1772 kwam er een nieuwe kerk, naast de pastorie. Van 1914-1920 werd de huidige kerk gebouwd, een bakstenen bouwwerk in neoromaanse stijl.
Opvallend is de voorstaande, massieve vierkante westtoren met vijf geledingen, versierd met dwarsbanden in natuursteen en gedekt door een tentdak. De poort wordt geflankeerd door een ronde traptoren. Ze bezit het ingangsportaal, waarboven zich een Sint-Laurentiusbeeld en een roosvenster bevindt. De kerk zelf is een driebeukige kruisbasiliek.

## Interieur
De kerk bezit een aantal voorwerpen die uit de oudere kerk(en) afkomstig zijn, en wel een triptiek uit de 2e helft van de 17e eeuw, voorstellende Jezus aan het Kruis, Onze-Lieve-Vrouw van Smarten en Opdracht in de Tempel; een schilderij uit de 1e helft van de 17e eeuw, toegeschreven aan Gaspar de Crayer; een houten Sint-Larentiusbeeld (16e eeuw) en een ander Sint-Laurentiusbeeld van omstreeks 1700; een Onze-Lieve-Vrouw met Kind uit 1670; een calvarie uit 1766, door Pieter-Jozef Verhaghen.
De biechtstoelen zijn midden-18e-eeuws; het hardstenen doopvont is 18e-eeuws, evenals de voormalige communiebank, die nu in het altaar is verwerkt.
Nabij de kerk vindt men een monument voor J.A. Senden (1875-1906) die tot missionaris was te Kasaï in het toenmalige Belgisch-Congo.